# Michael Katz
 Michael Katz est un producteur de cinéma et de télévision autrichien né en 1954 à Villach, en Carinthie (Autriche).

## Biographie
En 1985, il rejoint la société de production autrichienne Wega Film.

## Filmographie

### Cinéma
- 1988 : Sternberg - Shooting Star de Niki List
- 1992 : Benny's Video de Michael Haneke
- 1993 : Der Fall Lucona de Jack Gold
- 1998 : Die 3 Posträuber d'Andreas Prochaska
- 2001 : La Pianiste de Michael Haneke
- 2003 : Le Temps du loup de Michael Haneke
- 2004 : Bienvenue en Afrique d'Andreas Gruber
- 2005 : Caché de Michael Haneke
- 2008 : Pour un instant, la liberté d'Arash T. Riahi
- 2009 : Le Ruban blanc de Michael Haneke
- 2012 : Amour de Michael Haneke
- 2012 : Une seconde femme (de) d'Umut Dag
- 2014 : Die geliebten Schwestern de Dominik Graf
- 2014 : Risse im Beton d'Umut Dag
- 2024 : Andrea lässt sich scheiden de Josef Hader

## Distinctions
- Oscars 2013 : Nomination pour l'Oscar du meilleur film pour Amour, conjointement avec Stefan Arndt, Margaret Ménégoz et Veit Heiduschka